# Posiew redukcyjny

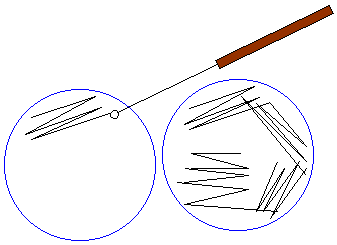
Rysunek przedstawiający prawidłowe wykonanie posiewu redukcyjnego.

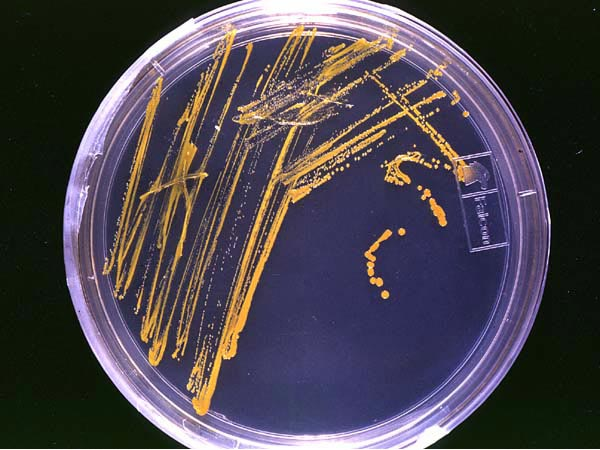
Zdjęcie przedstawiające efekt prawidłowo wykonanego posiewu redukcyjnego. W dolnym prawym kwadrancie szalki Petriego widoczne pojedyncze kolonie bakteryjne.

Posiew redukcyjny – laboratoryjna metoda hodowania bakterii stosowana w mikrobiologii. Służy m.in. do izolacji czystych kultur bakteryjnych.
Metoda polega na zanurzeniu ezy w probówce z drobnoustrojami i naniesieniu pobranego materiału na podłoże agarowe lub podłoże Daviesa umieszczone zwykle na szalce Petriego. Sposób naniesienia nie jest obojętny. Posiew należy zacząć wykonywać od górnego brzegu szalki i dynamicznym ruchem zygzakowatym nanosić drobnoustroje kierując się do środka szalki, pozostawiając jednak znaczną część powierzchni wolną. Po wykonaniu tego zabiegu ezę wyżarza się w płomieniu palnika. Po obróceniu szalki o 45° w lewo ponownie wykonuje się szereg zygzakowatych ruchów, zahaczając przynajmniej raz o wcześniejszą ścieżkę. Łącznie, każdorazowo wyżarzając ezę, procedurę powtarza się 3–5 razy. Po inkubacji, w miejscach z ostatnich etapów posiewu redukcyjnego powstaną osobne kolonie bakterii wywodzące się z pojedynczych komórek.
Generalnie technika samego posiewu nie jest ważna; chodzi o uzyskanie osobnych kolonii, więc liczba powtórzeń wypalania ezy i rozprowadzania inokulum może być różna. Bardzo często stosuje się posiew redukcyjny na połowie płytki.